# Tecumseh (Oklahoma)
Tecumseh is een plaats (city) in de Amerikaanse staat Oklahoma, en valt bestuurlijk gezien onder Pottawatomie County.

## Demografie
Bij de volkstelling in 2000 werd het aantal inwoners vastgesteld op 6098.
In 2006 is het aantal inwoners door het United States Census Bureau geschat op 6643, een stijging van 545 (8.9%).

## Geografie
Volgens het United States Census Bureau beslaat de plaats een oppervlakte van
39,6 km², waarvan 39,0 km² land en 0,6 km² water.

## Plaatsen in de nabije omgeving
De onderstaande figuur toont nabijgelegen plaatsen in een straal van 16 km rond Tecumseh.